# 男の隠れ家を持ってみた
『男の隠れ家を持ってみた』（おとこのかくれがをもってみた）は『裏モノJAPAN』に2005年10月号から2006年6月号に「こうき心」という題名で掲載されていたものを改題し、2008年に新潮文庫から出版された北尾トロのエッセイ作品。
本のカバーの絵は漫画家の福満しげゆきが手がけている。

## あらすじ
北尾トロが知らない町にアパートを借り、街の人々とコミュニケーションを交わしていく過程が描かれている。